# Ганджі-Дарі

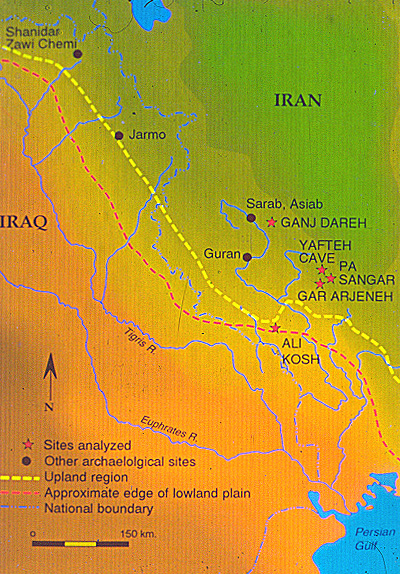
Місцезнаходження Ганджі-Дарі і інших центрів раннього скотарства.

Ганджі-Дарі, перс. تپه گنج دره, букв. «Долина скарбів», — поселення епохи неоліту на території Іранського Курдистану, на схід від міста Керманшах, в центральній частині гірського масиву Загрос.
Стоянку Ганджі-Дарі було вперше відкрито археологами в 1965 році. У 1960-70-і роки, аж до Іранської революції, її розкопки проводив канадський археолог Філіп Сміт.
Залишки найбільш давнього поселення датуються близько 10000 років тому, (VIII—VII тис. до н. е.) і є найбільш ранніми свідоцтвами одомашнення кози в світі.
Знахідки розподілені по 5 рівням проживання, від A (верхнього) до E. Відома кераміка (будівельна цегла, чаші, посуд, фігурки тварин). Поховання померлих проводилися всередині поселення.
У неолітичних мешканців Ганджі-Дарі було виявлено Y-хромосомні гаплогрупи CT, P1 (xQ, R1b1a2, R1a1a1b1a1b, R1a1a1b1a3a, R1a1a1b2a2a) (за іншими даними R2a-Y3399 і pre-R2-M479) і мітохондріальні гаплогрупи X2, J1c10.
У мешканки Ганджі-Дарі, що жила у 1430—1485 роках (430 ± 30 р. т.), було визначено мітохондріальна гаплогрупа U1a1.